# 南分町
南分町（みなみわけちょう）は愛知県名古屋市昭和区にある町名。現行行政地名は南分町1丁目から南分町6丁目。住居表示未実施。

## 地理
名古屋市昭和区の中央部に位置し、東に檀渓通、西に塩付通、南に長戸町、北に広路本町と接する。町内の大半は住宅地が占めている。

## 歴史
- 1938年（昭和13年）12月1日 - 昭和区広路町の一部により、同区南分町として成立[5]。
- 1950年（昭和25年）7月15日 - 広路町の一部を編入する[5]。

## 世帯数と人口
2019年（平成31年）1月1日現在の世帯数と人口は以下の通りである。
| 町丁   | 世帯数  | 人口    |
| ------ | ------- | ------- |
| 南分町 | 898世帯 | 1,809人 |

## 学区
市立小・中学校に通う場合、学校等は以下の通りとなる。また、公立高等学校に通う場合の学区は以下の通りとなる。なお、小・中学校は学校選択制度を導入しておらず、番毎で各学校に指定されている。
| 丁目        | 小学校                                    | 中学校                                    | 高等学校 |
| ----------- | ----------------------------------------- | ----------------------------------------- | -------- |
| 南分町1丁目 | 名古屋市立松栄小学校                      | 名古屋市立桜山中学校                      | 尾張学区 |
| 南分町2丁目 | 名古屋市立松栄小学校                      | 名古屋市立桜山中学校                      | 尾張学区 |
| 南分町3丁目 | 名古屋市立松栄小学校                      | 名古屋市立桜山中学校                      | 尾張学区 |
| 南分町4丁目 | 名古屋市立松栄小学校 名古屋市立広路小学校 | 名古屋市立桜山中学校 名古屋市立駒方中学校 | 尾張学区 |
| 南分町5丁目 | 名古屋市立松栄小学校 名古屋市立広路小学校 | 名古屋市立桜山中学校 名古屋市立駒方中学校 | 尾張学区 |
| 南分町6丁目 | 名古屋市立松栄小学校 名古屋市立広路小学校 | 名古屋市立桜山中学校 名古屋市立駒方中学校 | 尾張学区 |

## その他

### 日本郵便
- 郵便番号 : 466-0849[2]（集配局：昭和郵便局[8]）。